# Exostema longiflorum
Exostema longiflorum är en måreväxtart som först beskrevs av Aylmer Bourke Lambert, och fick sitt nu gällande namn av Schult.. Exostema longiflorum ingår i släktet Exostema och familjen måreväxter. Inga underarter finns listade i Catalogue of Life.